# Stolisnik
Stolisnik (kunica, hajdučka trava, hajdučica, stoliska, sporiš, jezičac, lat. Achillea), rod trajnica i polugrmova iz porodice glavočika kojemu pripada oko 180 priznatih vrsta raširenih po klimatski umjerenim krajevima Europe, Azije i Sjeverne Amerike. Obuhvaća kako ljekovite tako i ukrasne i ponekad korovske biljke. Rod je dobio ime po grčkom junaku Ahileju koji je njome liječio svoje rane, pa je ovaj rod dobio ime i ranjenik.
U Hrvatskoj raste desetak vrsta među kojima obični stolisnik ili hajdučica (A. millefolium), na travnjacima, uz putove, po dvorištima i sl.; srebrna kunica ili bijeli stolisnik (A. clavennae); zelenkasti stolisnik (A. virescens); močvarni stolisnik (A. ptarmica); žuti stolisnik (A. filipendulina), brežuljkavi stolisnik, Achillea millefolium subsp. collina (Wirtg.) Oborny, podvrsta je običnog stolisnika. i druge. Žuti stolisnik nema ljekovitih svojstava, uzgaja se samo kao ukrasna biljka.
Stolisnici mogu narasti od 8 do 150 centimetara, listovi su prizemni (bazalni) i često odumru prije cvjetanja. Podzemni korjenski sustav je odebljao, nitast je ili vretenast. Stabljika je jedna ili više njih, prema gore razgranata. Cvjetovi su dvospolni, sitni, bijele, žute ili roza boje s pet prašnika, tvore specifični glavičasti cvat.
Vrsta Achillea maritima, hrvatski nazivana primorska dvouška, prije jed svrstavana u vlastiti rod Otanthus, kao Otanthus maritimus (L.) Hoffmanns. et Link.

## Vrste
1. Achillea abrotanoides (Vis.) Vis., − planinski stolisnik
2. Achillea absinthoides Halácsy
3. Achillea acuminata (Ledeb.) Sch. Bip.
4. Achillea adeniae Aytaç & Ekici
5. Achillea aegyptiaca L.
6. Achillea ageratifolia (Sm.) Benth. & Hook. fil.
7. Achillea ageratum L., trajni stolisnik
8. Achillea aleppica DC.
9. Achillea alexandri-regis Bornm. & Rudsky
10. Achillea alimeana Semiz & Uysal
11. Achillea alpina L.
12. Achillea ambrosiaca (Boiss. & Heldr.) Boiss.
13. Achillea apiculata N. I. Orlova
14. Achillea arabica Kotschy
15. Achillea armenorum Boiss. & Hausskn.
16. Achillea asiatica Serg.
17. Achillea aspleniifolia Vent., − papratni stolisnik
18. Achillea atrata L.
19. Achillea aucheri Boiss.
20. Achillea baldaccii Degen
21. Achillea baltae H. Duman & Aytaç
22. Achillea barbeyana Heldr. & Heimerl
23. Achillea barrelieri (Ten.) Sch. Bip.
24. Achillea biserrata M. Bieb.
25. Achillea boissieri Hausskn.
26. Achillea brachyphylla Boiss. & Hausskn.
27. Achillea bucharica C. Winkl.
28. Achillea callichroa Boiss.
29. Achillea cappadocica Hausskn. & Bornm.
30. Achillea carpatica Blocki ex Dubovik
31. Achillea ceretanica (Sennen) I. Soriano
32. Achillea chamaemelifolia Pourr.
33. Achillea chrysocoma Friv.
34. Achillea clavennae L., − bijeli stolisnik
35. Achillea clusiana Tausch
36. Achillea clypeolata Sm.
37. Achillea coarctata Poir., skupljeni stolisnik
38. Achillea collina (Wirtg.) Becker ex Heimerl, brežuljkavi stolisnik
39. Achillea conferta DC.
40. Achillea cretica L.
41. Achillea crithmifolia Waldst. & Kit., motrikolistni stolisnik
42. Achillea cucullata (Hausskn.) Bornm.
43. Achillea cuneatiloba Boiss. & Buhse
44. Achillea cunoraea F. K. Mey.
45. Achillea distans Waldst. & Kit. ex Willd., okriljeni stolisnik
46. Achillea erba-rotta All.
47. Achillea eriophora DC.
48. Achillea euxina Klokov
49. Achillea falcata L.
50. Achillea filipendulina Lam.
51. Achillea formosa (Boiss.) Sch. Bip.
52. Achillea fraasii Sch. Bip.
53. Achillea fragrantissima (Forssk.) Sch. Bip.
54. Achillea getica Grecescu
55. Achillea glaberrima Klokov
56. Achillea goniocephala Boiss. & Balansa
57. Achillea grandifolia Friv.
58. Achillea griseovirens Albov
59. Achillea gypsicola Hub.-Mor.
60. Achillea hamzaoglui Arabaci & Budak
61. Achillea holosericea Sm.
62. Achillea impatiens L.
63. Achillea inundata Kondr.
64. Achillea jenisseensis Stepanov
65. Achillea kamelinii Kupr.
66. Achillea karatavica Kamelin
67. Achillea kellalensis Boiss. & Hausskn.
68. Achillea ketenoglui H. Duman
69. Achillea kirschneri Yild. & Kiliç
70. Achillea kotschyi Boiss.
71. Achillea kuprijanovii Stepanov
72. Achillea latiloba Ledeb. ex Nordm.
73. Achillea ledebourii Heimerl
74. Achillea leptophylla M. Bieb.
75. Achillea ligustica All.,  ligurski stolisnik
76. Achillea lingulata Waldst. & Kit.
77. Achillea lycaonica Boiss. & Heldr.
78. Achillea macrophylla L.
79. Achillea magnifica Heimerl ex Hub.-Mor.
80. Achillea maritima (L.) Ehrend. & Y. P. Guo, primorska dvouška
81. Achillea maura Humbert
82. Achillea membranacea (Labill.) DC.
83. Achillea micrantha Willd.
84. Achillea micranthoides Klokov
85. Achillea millefolium L.,  obični stolisnik
86. Achillea milliana H. Duman
87. Achillea monocephala Boiss. & Balansa
88. Achillea multifida (DC.) Griseb.
89. Achillea nana L.
90. Achillea nobilis L.,  plemeniti stolisnik
91. Achillea occulta Constantin. & Kalpoutz.
92. Achillea ochroleuca Ehrh.
93. Achillea odorata L., mirišljavi stolisnik, nekrilasti jezičac
94. Achillea oligocephala DC.
95. Achillea oxyloba (DC.) Sch. Bip.
96. Achillea oxyodonta Boiss.
97. Achillea pachycephala Rech. fil.
98. Achillea pannonica Scheele, panonski stolisnik
99. Achillea patagonica A. E. Martic.
100. Achillea phrygia Boiss. & Balansa
101. Achillea pindicola Hausskn.
102. Achillea pratensis Saukel & R. Länger,  livadni stolisnik
103. Achillea pseudoaleppica Hub.-Mor.
104. Achillea pseudopectinata Janka
105. Achillea ptarmica L., močvarni stolisnik
106. Achillea ptarmicifolia (Willd.) Rupr. ex Heimerl
107. Achillea ptarmicoides Maxim.
108. Achillea pyrenaica Sibth. ex DC.
109. Achillea roseoalba Ehrend.
110. Achillea rupestris Huter, Porta & Rigo
111. Achillea sahandica Turrill
112. Achillea salicifolia Besser ex DC.
113. Achillea santolinoides Lag.
114. Achillea schauloi Stepanov
115. Achillea schischkinii Sosn.
116. Achillea schmakovii Kupr.
117. Achillea sedelmeyeriana Sosn.
118. Achillea sergievskiana Shaulo & Shmakov
119. Achillea setacea Waldst. & Kit.,  bodljasti stolisnik
120. Achillea sieheana Stapf
121. Achillea sintenisii Hub.-Mor.
122. Achillea sipikorensis Hausskn. & Bornm.
123. Achillea sivasica Çelik & Akpulat
124. Achillea spinulifolia Fenzl
125. Achillea stepposa Klokov & Krytzka
126. Achillea stoianoffii Prodan
127. Achillea styriaca Saukel & Danihelka
128. Achillea talagonica Boiss.
129. Achillea taygetea Boiss. & Heldr.
130. Achillea tenuifolia Lam.
131. Achillea teretifolia Willd.
132. Achillea thracica Velen.
133. Achillea tianschanica Kupr. & Kulemin
134. Achillea tomentosa L., pustenasti stolisnik
135. Achillea tuzsonii Ujhelyi
136. Achillea umbellata Sm.
137. Achillea vermicularis Trin.
138. Achillea virescens (Fenzl) Heimerl, zelenkasti stolisnik
139. Achillea wilhelmsii K. Koch
140. Achillea wilsoniana (Heimerl ex Hand.-Mazz.) Heimerl
141. Achillea ×abscondita Wein
142. Achillea ×albinea Bjelcic & Maly
143. Achillea ×bichigeani Prodan
144. Achillea ×borzae Prodan
145. Achillea ×bronchalensis Mateo, Fabado & C. Torres
146. Achillea ×buiana Prodan & Nyár.
147. Achillea ×claudiopolitana Soó
148. Achillea ×commutata Heimerl
149. Achillea ×conrathii Fritsch
150. Achillea ×correvoniana Vacc.
151. Achillea ×coziana Nyár.
152. Achillea ×dobrogensis Prodan
153. Achillea ×dragomanii Prodan
154. Achillea ×dumasiana Vatke
155. Achillea ×feliciana Brügger
156. Achillea ×graja Beyer
157. Achillea ×hausmanniana Sünd.
158. Achillea ×huber-morathii Rech. fil.
159. Achillea ×illiczevskyi Tzvelev
160. Achillea ×incognita Danihelka
161. Achillea ×intermedia Schleich. ex Hegetschw. & Heer
162. Achillea ×jaborneggii Halácsy
163. Achillea ×jauchiana Guyot
164. Achillea ×javorkae Prodan
165. Achillea ×joannis Prodan
166. Achillea ×kerneri Halácsy
167. Achillea ×keuperi García Cardo & Sánchez Melgar
168. Achillea ×kummerleana Prodan
169. Achillea ×laggeri Sch. Bip. ex Asch.
170. Achillea ×major (Boiss.) Heimerl
171. Achillea ×maxima Heuff.
172. Achillea ×mihaliki Prodan
173. Achillea ×nyaradyana Prodan
174. Achillea ×obscura Nees
175. Achillea ×polyphylla (Gaudin) Schleich. ex Paill. & Vendrely
176. Achillea ×prodanii Degen
177. Achillea ×pseudodorata Rouy
178. Achillea ×reichardtiana Beck
179. Achillea ×romanica Prodan
180. Achillea ×rompelii Murr
181. Achillea ×rozaliae Prodan
182. Achillea ×ruscinonensis Rouy
183. Achillea ×schneideri Rouy
184. Achillea ×schroeteri F. O. Wolf
185. Achillea ×serbani Prodan
186. Achillea ×siegfriedii Brügger
187. Achillea ×submicrantha Tzvelev
188. Achillea ×subtaurica Tzvelev
189. Achillea ×thessalica J. Wagner
190. Achillea ×travignolensis Sünd.
191. Achillea ×tymphaea Hausskn.
192. Achillea ×tzvelevii Mosyakin
193. Achillea ×valesiaca Suter
194. Achillea ×vandasii Velen.
195. Achillea ×wagneri Prodan

## Vanjske poveznice
|  | Zajednički poslužitelj ima još gradiva o temi Achillea |
|  | Wikivrste imaju podatke o taksonu Achillea             |